# Callionymus neptunius
 Callionymus neptunius és una espècie de peix de la família dels cal·lionímids i de l'ordre dels cipriniformes que es troba a Indonèsia, les Filipines i Papua Nova Guinea.